# Thecla canitus
Thecla canitus är en fjärilsart som beskrevs av Druce 1907. Thecla canitus ingår i släktet Thecla och familjen juvelvingar. Inga underarter finns listade i Catalogue of Life.